# Polityka jednych Chin

Chińska Republika Ludowa (kolor jasnożółty) i Republika Chińska (zielony)

Polityka jednych Chin – zasada obowiązująca w chińskiej polityce, zakładająca istnienie tylko jednego państwa chińskiego, składającego się z Chin kontynentalnych, Hongkongu, Makau i Tajwanu.
Stosowana przez Chińską Republikę Ludową (ChRL) i Republikę Chińską (RCh) od początku ich powstania, była i jest odmiennie interpretowana przez obie strony. Podczas gdy ChRL uważa się za jedynego przedstawiciela narodu i państwa chińskiego, RCh twierdzi, że to ona reprezentuje „jedne Chiny”. Polityka ta, przy zachowaniu odrębnej interpretacji, została oficjalnie potwierdzona przez obie strony tzw. konsensusem z 1992 roku.
W stosunkach międzynarodowych polityka jednych Chin wyklucza jednoczesne uznawanie dwóch państw chińskich. W praktyce, po przeniesieniu uznania z jednego państwa na drugie, to pierwsze zrywa stosunki dyplomatyczne z państwem uznającym.

## Historia

### 1949–2000
W 1911 zniesiono cesarstwo w Chinach i proklamowano powstanie Republiki Chińskiej. W październiku 1949, po wielu latach wojny domowej, władzę w Chinach zdobyli ostatecznie komuniści z Mao Zedongiem na czele, ogłaszając powstanie ChRL. Rządząca wcześniej i walcząca z komunistami Partia Narodowa (Kuomintang) na czele z Czang Kaj-szekiem nie uznała komunistycznych władz i, zmuszona opuścić kontynent, uciekła na Tajwan, gdzie nadal uznawała się za przedstawiciela Republiki Chińskiej. Oba państwa nie uznawały wzajemnie swych praw i dążyły do zjednoczenia dwóch terytoriów, początkowo przy użyciu siły.

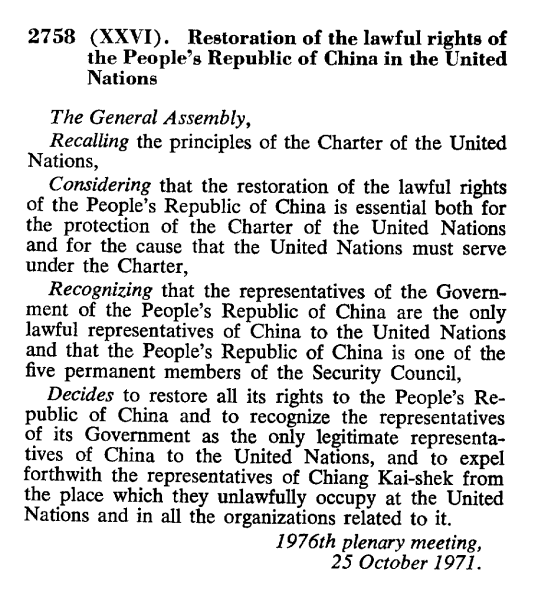
Rezolucja Zgromadzenia Ogólnego ONZ nr 2758 z 1971

Powstała w ten sposób sytuacja wymusiła na uczestnikach polityki międzynarodowej zajęcie określonego stanowiska. Do 1949 społeczność międzynarodowa za legalnych przedstawicieli Chin uznawała rząd Republiki Chińskiej, złożony z członków Kuomintangu. Rząd ten w 1945 został również przedstawicielem Chin w ONZ, którym pozostał także po 1949 dzięki poparciu udzielanemu mu przez Stany Zjednoczone. Po proklamowaniu powstania ChRL, nowe władze jako pierwsze uznały państwa bloku komunistycznego. W latach późniejszych, wraz ze wzrostem znaczenia politycznego i gospodarczego ChRL, państwo to zyskiwało coraz szersze uznanie na scenie międzynarodowej. Republika Chińska, uważająca się za jedynego reprezentanta Chin, w odpowiedzi na uznawanie ChRL przez kolejne państwa i organizacje międzynarodowe, zrywała od razu swoje stosunki dyplomatyczne z nimi, popadając przez to w coraz większą izolację polityczną. Również ChRL, nawiązując stosunki dyplomatyczne z nowymi państwami, żądała od nich wycofywania ich uznania dla Republiki Chińskiej.
Przełomowym momentem w stosunkach obu państw chińskich ze społecznością międzynarodową były lata 70. XX w. W 1971 ChRL zajęła miejsce zajmowane dotąd przez RCh w ONZ. 25 października 1971 Zgromadzenie Ogólne ONZ przyjęło rezolucję nr 2758 o „nadaniu legalnych praw Chińskiej Republiki Ludowej w ONZ”, w której uznawało „przedstawicieli ChRL za jedynych legalnych przedstawicieli Chin w ONZ” i jednocześnie usuwało „przedstawicieli Czang Kaj-szeka z miejsca, które bezprawnie zajmują w ONZ i wszystkich organizacji z nią powiązanych”. W 1972 stosunki z ChRL nawiązała Japonia, pozostająca wcześniej w bliskich stosunkach z RCh.

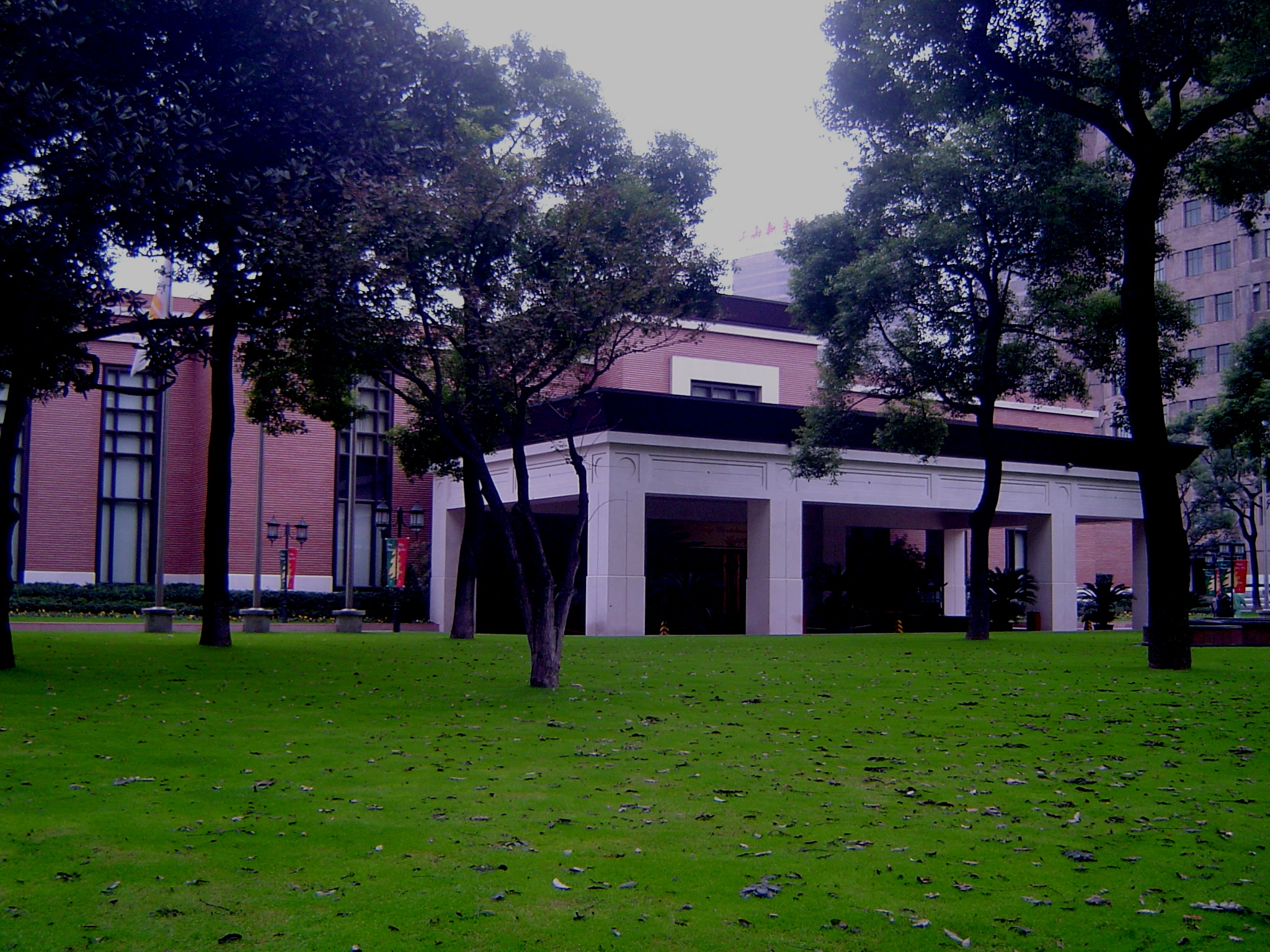
Hol w Hotelu Jinjiang w Szanghaju, miejsce podpisania komunikatu szanghajskiego w 1972

W latach 70. XX w. doszło również do zbliżenia ChRL ze Stanami Zjednoczonymi, dotychczas bliskimi sojusznikami Tajwanu. W 1972 w czasie wizyty prezydenta Richarda Nixona w ChRL wydany został „Wspólny komunikat chińsko-amerykański” – tzw. komunikat szanghajski, w którym władze ChRL uznały się za jedyne legalne władze chińskie i stwierdziły, że wyzwolenie Tajwanu jest ich wewnętrzną sprawą. USA natomiast „przyjęły do wiadomości”, że Chińczycy po obu stronach Cieśniny Tajwańskiej uznają, że istnieją tylko jedne Chiny, a ich częścią jest Tajwan. Potwierdziły także niepodważanie zasady jednych Chin oraz zainteresowanie pokojowym rozwiązaniem kwestii Tajwanu przez same Chiny. W grudniu 1978 USA i ChRL wydały drugi wspólny komunikat, który wchodził w życie z dniem 1 stycznia 1979. Oba państwa nawiązywały w nim stosunki dyplomatyczne, a USA zobowiązywały się uznawać rząd ChRL za jedyny legalny rząd Chin. Jednocześnie dokument stwierdzał, że obywatele USA będą nadal utrzymywać kulturalne, handlowe i inne nieoficjalne stosunki z obywatelami Tajwanu.
Przeobrażenia na scenie politycznej w Chińskiej Republice Ludowej i Republice Chińskiej w drugiej połowie lat 70. i w latach 80. XX w. pozwoliły na stopniowe łagodzenie napięć w ich wzajemnych relacjach, co wywarło również pewien wpływ na zasadę „jednych Chin”. W 1975 na Tajwanie zmarł prezydent Czang Kaj-szek, a rok później Mao Zedong w ChRL. Odejście wieloletnich przywódców pozwoliło na przewartościowanie polityki zagranicznej, przy jednoczesnym utrzymaniu przez dwa państwa polityki „jednych Chin”. W 1979 ChRL zaoferowała „Chińczykom na Tajwanie” „pokojowe zjednoczenie” oraz nawiązanie tzw. trzech połączeń, a w kolejnych latach wyszła z planem zjednoczenia na zasadzie „jeden kraj, dwa systemy”. W drugiej połowie lat 80. XX w. na Tajwanie wprowadzony został system demokratyczny. W 1986 powstała proniepodległościowa opozycyjna Demokratyczna Partia Postępowa (DPP), a rok później zniesiono obowiązujący od 1949 stan wojenny.
Na początku lat 90. XX w. obie strony powołały dwie nieoficjalne instytucje pozarządowe do prowadzenia wzajemnych rozmów, ARATS w ChRL oraz SEF na Tajwanie. Ich szefowie spotkali się w listopadzie 1992 na terenie brytyjskiego wówczas Hongkongu, czego efektem było zawarcie tzw. konsensusu z 1992. Na jego podstawie obie strony Cieśniny Tajwańskiej uznały istnienie tylko „jednych Chin” złożonych z Chin kontynentalnych oraz Tajwanu, lecz pozostały przy odmiennych interpretacjach tej zasady.

### XXI wiek
Stosunki Tajwanu z ChRL ochłodziły się w czasie prezydentury Chen Shui-biana (2000–2008) z opozycyjnej Demokratycznej Partii Postępowej, która po raz pierwszy od 50 lat odsunęła od władzy Kuomintang. DPP kontestowała politykę „jednych Chin” i krytykowała konsensus z 1992, optując za niepodległością wyspy, czyli w istocie polityką „dwóch Chin”. Nowe otwarcie w relacjach dwustronnych rozpoczęło się w 2008 wraz z objęciem rządów przez prezydenta Ma Ying-jeou, lidera Kuomintangu. W tym samym roku wznowiono dwustronne rozmowy ARATS–SEF oraz po raz pierwszy uruchomiono „trzy połączenia” między terytoriami: lotnicze, morskie i pocztowe. Administracja prezydenta Ma powróciła do zasady „jednych Chin” oraz opowiedziała się za „polityką trzech nie” – nie dla zjednoczenia, niepodległości i użycia siły.
Chińska Republika Ludowa, stojąca od lat 80. XX w. na stanowisku zasady „jednych Chin” i „pokojowego zjednoczenia”, w marcu 2005 raz jeszcze potwierdziła tę politykę w tzw. ustawie antysecesyjnej przyjętej przez Ogólnochińskie Zgromadzenie Przedstawicieli Ludowych. Ustawa definiowała charakter stosunków z Tajwanem, a głównym powodem jej uchwalenia było sprzeciwienie się i powstrzymanie ewentualnego ogłoszenia niepodległości Tajwanu. Dokument stanowił, że „istnieją na świecie tylko jedne Chiny”, do których należą zarówno Chiny kontynentalne, jak i Tajwan. Suwerenność i integralność Chin jest niepodzielna, a ich „ochrona jest powszechnym obowiązkiem wszystkich chińskich obywateli, w tym rodaków z Tajwanu”. Ustawa stwierdzała, że Tajwan jest częścią Chin, a państwo nie pozwoli „separatystycznym siłom dążącym do tajwańskiej niepodległości na secesję od Chin pod żadną nazwą i żadnym środkami”. Chociaż ustawa potwierdzała zasadę „jednych Chin”, nie utożsamiała ich w sposób wyraźny z ChRL, używając zamiast tej nazwy określenia „państwo”. W związku z tym, w jej tekście nie znalazł się zapis o władzach ChRL jako jedynych przedstawicielach Chin. Zasada „jednych Chin” została również potwierdzona przez przewodniczącego ChRL Hu Jintao w grudniu 2008.

## Uznanie międzynarodowe Republiki Chińskiej
państwa utrzymujące stosunki dyplomatyczne z Republiką Chińską (brak uznania ChRL)
     państwa utrzymujące nieoficjalne relacje z Tajwanem

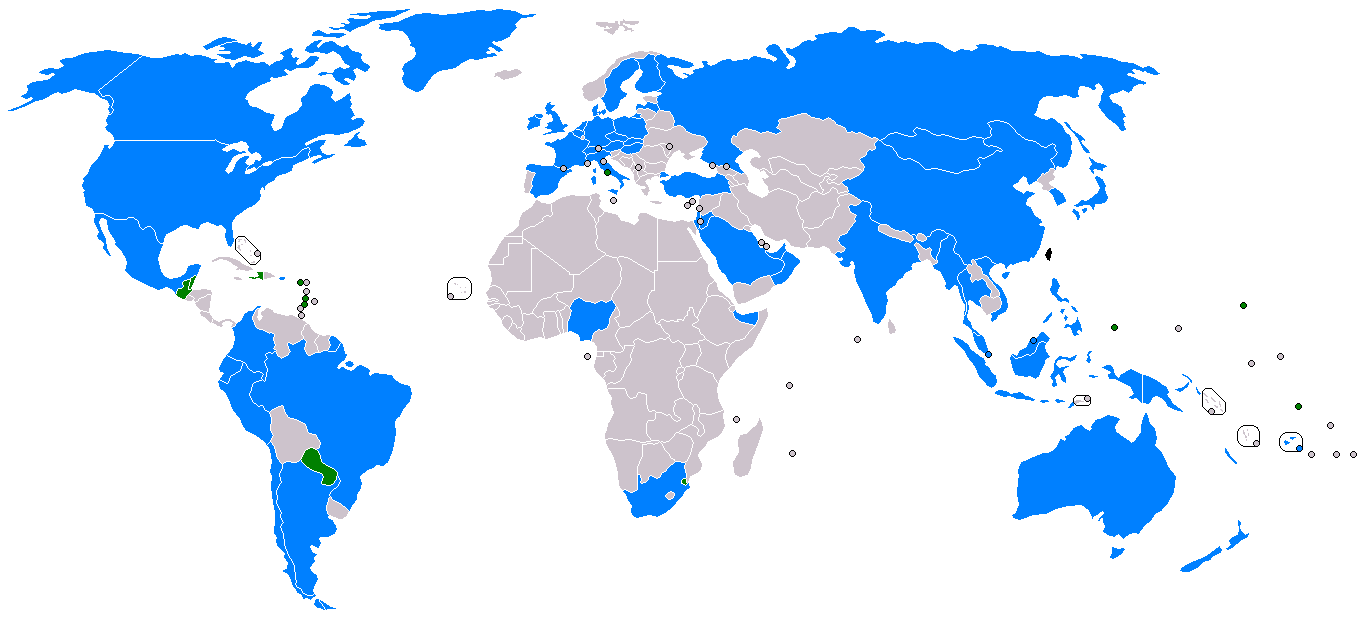
Międzynarodowe relacje Tajwanu:
państwa utrzymujące stosunki dyplomatyczne z Republiką Chińską (brak uznania ChRL)
państwa utrzymujące nieoficjalne relacje z Tajwanem

Zgodnie z polityką „jednych Chin”, utrzymywanie stosunków dyplomatycznych z jednym z państw chińskich oznacza brak uznania dla drugiego z nich. W 2024 stosunki dyplomatyczne z Republiką Chińską utrzymywało 12 państw członkowskich ONZ oraz Watykan. Są to przede wszystkim niewielkie państwa z regionu Ameryki Środkowej i Karaibów oraz Oceanii, a także Watykan.
Lista państw uznających Republikę Chińską:
| Afryka (1 państwo) - Eswatini (od 1968) · Europa (1 państwo) - Stolica Apostolska (od 1942) · Oceania (3 państwa) - Wyspy Marshalla (od 1998) - Palau (od 1999) - Tuvalu (od 1979) | · Ameryka Środkowa i Południowa (7 państw) - Belize (od 1989) - Gwatemala (od 1960) - Haiti (od 1956) - Paragwaj (od 1957) - Saint Kitts i Nevis (od 1983) - Saint Lucia (1984–1997, od 2007) - Saint Vincent i Grenadyny (od 1981) |

Pomimo braku stosunków dyplomatycznych, Republika Chińska w 2010 utrzymywała nieformalne stosunki z 54 państwami. Są to stosunki o charakterze gospodarczym, handlowym, kulturalnym i społecznym. Republika Chińska posiada w tych państwach swoje własne misje, które nie posiadają jednak statusu misji dyplomatycznej. W większości państw jest to Taipei Economic and Cultural Representative Office (TECRO) lub placówka o zbliżonej nazwie o charakterze gospodarczo-społecznym. Państwa te posiadają z kolei na Tajwanie własne instytucje gospodarcze i społeczne.
| Afryka (2) - Nigeria - Południowa Afryka · Ameryka Północna (3) - Kanada - Meksyk - Stany Zjednoczone · Ameryka Południowa (7) - Argentyna - Boliwia - Brazylia - Chile - Ekwador - Kolumbia - Peru · Australia i Oceania (4) - Australia - Fidżi - Nowa Zelandia - Papua-Nowa Gwinea | Azja (16) - Arabia Saudyjska - Brunei - Filipiny - Indie - Izrael - Japonia - Jordania - Korea Południowa - Malezja - Mongolia - Oman - Singapur - Tajlandia - Turcja - Wietnam - Zjednoczone Emiraty Arabskie | Europa (22) - Austria - Belgia - Czechy - Dania - Finlandia - Francja - Grecja - Hiszpania - Holandia - Irlandia - Łotwa - Niemcy - Norwegia - Polska - Portugalia - Rosja - Słowacja - Szwajcaria - Szwecja - Węgry - Wielka Brytania - Włochy |